# كريستوفر هاريسون (لاعب كرة الماء)
كريستوفر هاريسون (بالإنجليزية: Christopher Harrison)‏ هو لاعب كرة الماء أسترالي، ولد في 3 أكتوبر 1957.

## وصلات خارجية
- كريستوفر هاريسون على موقع الاتحاد الدولي للسباحة (الإنجليزية)
- كريستوفر هاريسون على موقع أوليمبيديا (الإنجليزية)